# Бурнашов, Александр Анфиногенович
Александр Анфиногенович Бурнашов (17 декабря 1914, Зыряновск — 18 декабря 1974, Бахчисарайский район, Крымская область) — старшина Рабоче-крестьянской Красной Армии, участник Хасанских боёв и Великой Отечественной войны, Герой Советского Союза (1944).

## Биография
Александр Бурнашов родился 4 (по новому стилю — 17) декабря 1914 года в посёлке Зыряновск (ныне — город в Восточно-Казахстанской области Казахстана). Получил начальное образование, работал в родном колхозе, позднее — электромонтажником на шахте. В 1936—1938 годах проходило службу в Рабоче-крестьянской Красной Армии. Принимал участие в боях у озера Хасан в июле-августе 1938 года. В ноябре 1941 года был повторно призван в армию и направлен на фронт Великой Отечественной войны. В 1943 году вступил в ВКП(б). К июню 1944 года старший сержант Александр Бурнашов командовал орудием 457-го стрелкового полка 129-й стрелковой дивизии 3-й армии 1-го Белорусского фронта. Отличился во время форсирования Березины.
Расчёт Бурнашова переправился через Березину в районе деревни Щатково Бобруйского района Могилёвской области Белорусской ССР. 29 июня 1944 года на плацдарме на западном берегу реки он одним из первых принял на себя удар немецких контратак. В ходе отражения очередной из них весь расчёт орудия выбыл из строя, и тогда Бурнашов в одиночку продолжил вести огонь по противнику, подбив 4 штурмовых орудия, 7 БТРа, 5 автомашин. В этом бою Бурнашов получил тяжёлое ранение.

Братская могила советских воинов и могила Героя Советского Союза А. А. Бурнашова

Указом Президиума Верховного Совета СССР от 25 сентября 1944 года за «образцовое выполнение боевых заданий командования на фронте борьбы с немецко-фашистскими захватчиками и проявленные при этом мужество и героизм» старший сержант Александр Бурнашов был удостоен высокого звания Героя Советского Союза с вручением ордена Ленина и медали «Золотая Звезда» за номером 8075. Был также награждён рядом медалей.
После окончания войны в звании старшины Бурнашов был демобилизован, после чего вернулся в Казахскую ССР, работал мастером на обогатительной фабрике. После выхода на пенсию проживал в селе Угловое Бахчисарайского района Крымской области Украинской ССР. Умер 18 декабря 1974 года.

## Память
Похоронен в братской могиле в селе Угловом. Памятник истории местного значения Приказ Министерства культуры Украины от 31.07.2012 №814, охранный №773-АР. Ныне могила объект культурного наследия регионального значения  Объект культурного наследия народов РФ регионального значения. Рег. № 911720946530005 (ЕГРОКН).
В честь Бурнашова назван бульвар в Зыряновске.